# Patellapis montagui
Patellapis montagui är en biart som först beskrevs av Cockerell 1941.  Patellapis montagui ingår i släktet Patellapis och familjen vägbin. Inga underarter finns listade i Catalogue of Life.